# Вівчарський пиріг
Вівча́рський пирі́г (англ. shepherd's pie) — листкова запіканка з баранини (в сучасності — з м'ясного фаршу, раніше — з рубленого ножами м'яса) і з покриттям з картопляного пюре, традиційна страва британської кухні. Традиційно він щедро присмачується класичним Вустерським соусом і розмарином. Найбільш класичними інгредієнтами начинки пирога є: селера, цибуля, морква, гарбуз. Всі овочі пасерують і довго тушкують з м'ясом і спеціями. Після готовності, вся маса з овочів і м'яса, викладається в форму. Зверху овочі з м'ясом покриваються шаром картопляного пюре, і все вирушає в духовку.

## Етимологія
Термін «вівчарський пиріг» не був відзначений до 1877 року, і відтоді він використовується як синонім терміна «котеджний пиріг», незалежно від того, яке м'ясо є основним інгредієнтом — яловичина або баранина. Народна етимологія вважає, що справжній вівчарський пиріг робиться тільки з баранини або ягнятини, оскільки слово «шеперд» (англ. shepherd) позначає пастуха, який пасе саме овець, а не якусь іншу худобу.

## Історія
Аналогічний пиріг з будь-якого іншого м'яса, крім баранини, але переважно з яловичини, називається «сільським» або, буквально, «котеджним пирогом» (англ. cottage pie). Цей термін відомий з 1791 року, коли картопля була введена в культуру і стала харчовим продуктом, доступним для бідняків (проживали в «котеджах» (англ. cottage) — скромних будинках для сільських працівників).
У ранніх кулінарних книгах описувався рецепт приготування «пирога» із залишків смаженого м'яса будь-якого виду, що залишався після недільного обіду, і картопляного пюре, причому шкірка пирога теж робилася з картопляного пюре.

## Варіації

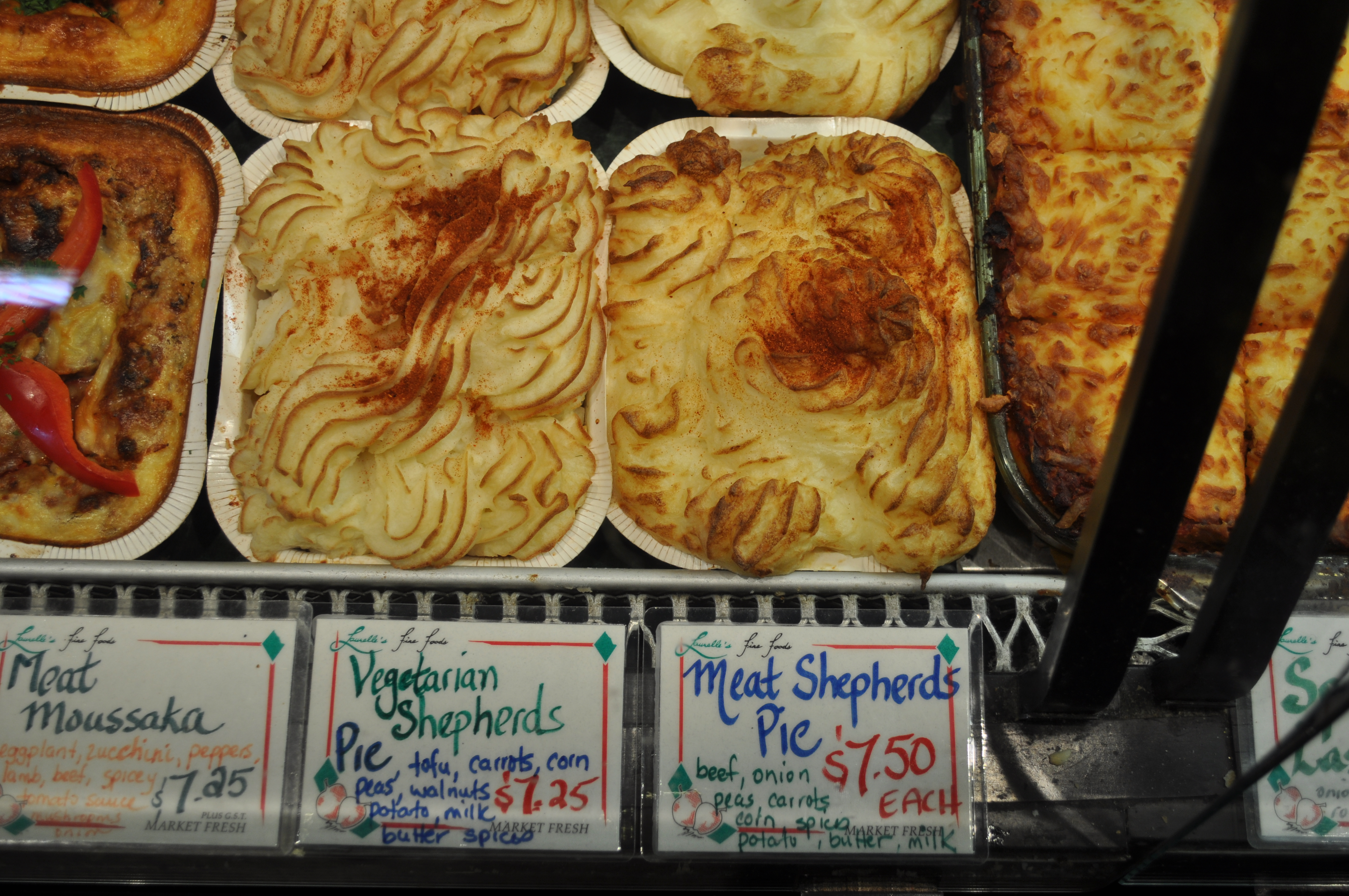
Вегетаріанський і м'ясний вівчарські пироги, приготовані на продаж на громадському ринку, Гренвілл-Айленд, Ванкувер, Британська Колумбія, Канада

### У Великій Британії
- На День Стефана Першомученика пиріг роблять з індичатини і шинки.
- Камберлендський пиріг є версією вівчарського пирога з посипанням з панірувальних сухарів.
- Аналогічний англійська пиріг з рибною начинкою називається «рибним пирогом» (англ. fish pie).

### В інших культурах
- В Україні може називатися «картопляна запіканка», хоча цей варіант цієї страви відрізняється від вівчарського пирога.
- В Аргентині, Болівії та Чилі така страва називається pastel de papa (картопляний пиріг).
- У Бразилії пиріг називається bolo de batata, що перекладається як «картопляний пиріг».
- У Домініканській республіці страва називається pastelion de papa (картопляна запіканка): вона має шар картоплі, два шари м'яса, а зверху ще шар картоплі, увінчаний шаром сиру.
- У Квебеці подібну страву називають pâté chinois, буквально — «китайський пиріг».
- У Палестині, Йорданії, Сирії та Лівані вона називається Siniyet Batata, являючи собою в буквальному сенсі пластини з картоплі, або Kibbet Batata.
- У Португалії цю страву називають Empadão і вона складається з двох шарів картоплі і шару рубаної яловичини між ними.
- У Франції аналогічну страву називають Hachis Parmentier.
- Вегетаріанська версія пирога, іноді звана «пирогом вівчарки», може бути приготовлена за допомогою сої або інших замінників м'яса (тофу, кукурудза), а також з начинкою з бобових, таких, як горох або сочевиця.

## Рецепти

### Один із можливих рецептів
Інгредієнти (на 4 порції): для пюре — Картопля — 900 г, молоко — 3 ст. ложки, вершкове масло — 1 ст. ложка, сіль, перець; Для фаршу — Яловичий фарш — 450 г, морква — 1 корінь, олія, спеції — 1/2 ч. ложки, петрушка (свіжа) — 1 ст. ложка і шавлія — 1-3 листочка.
Приготування: пюре — Відварити картоплю, розім'яти її в пюре з молоком і невеликою кількістю вершкового масла, додати сіль і перець. Фарш — Обсмажити нарізану цибулю в олії, додати фарш, потім — моркву, нарізану скибочками і в кінці покласти спеції. Покласти все це на деко, а зверху — пюре, посипати на додаток перетертим сиром (зазвичай — чеддер). Випікати в духовці при 200°С протягом приблизно 25 хвилин. Будьте обережні, зверху утворюється крихкий шар.